# Snow White's Scary Adventures
Snow White's Scary Adventures (Nederlands: Sneeuwwitjes enge avonturen) is een darkride in de attractieparken Magic Kingdom, Disneyland Park Anaheim, Tokyo Disneyland en Disneyland Park Paris en is gebaseerd op de film van Sneeuwwitje en de zeven dwergen van Walt Disney Pictures.

## Locaties

### Disneyland Park (Anaheim)
De darkride opende in 1955 tegelijk met de rest van het attractiepark. Oorspronkelijk was de attractie anders van opzet. De verhaallijn bekeken bezoekers vanuit Sneeuwwitje zelf. Hierdoor was het personage zelf niet in de attractie terug te vinden. Doordat veel bezoekers dit niet begrepen heeft men ervoor gekozen om de attractie aan te passen. De nieuwe versie opende 23 mei 1983. Het exterieur van de attractie oogt als een middeleeuws kasteel met elementen uit de Romantiek. Boven de entree is achter het raam de stiefmoeder van Sneeuwwitje te zien. Op diverse plaatsen bevinden zich glas-in-loodramen. Een rit in de attractie, die gefabriceerd is door Arrow Dynamics, duurt 1:50 minuten. Er wordt tijdens de rit door animatronics Engels gesproken. 

De rit start in de woning van Sneeuwwitje. Hier zijn verschillende dieren en bewegende objecten te zien. Evenals Sneeuwwitje en de zeven dwergen die muziek maken. Op de achtergrond klinkt vrolijke muziek die ook te horen is in de originele Disney film. Via een deur verlaat het voertuig de woning en rijdt een donker bos. Naast de woning is de koningin te zien die sneeuwwitje via het raam bespioneert. Vanuit het donkere bos is in de verte het kasteel van de koningin te zien. Hierna rijdt het voertuig een diamantmijn in waar vrolijke muziek te horen is. Aan het eind van de mijn zijn twee gieren zittend op een tak te zien. Vanuit de mijn rijdt het voertuig het kasteel van de koningin in. Bezoekers kijken in een lange gang in waarin aan het eind de koningin staat. Ze staat met de rug naar de bezoeker kijkend in een spiegel. Het gezicht van de koningin is te zien in de spiegel. Als het voertuig nadert, draait de koningin zich om en is ze in een heks veranderd. Vervolgens rijdt het voertuig door donkere gangen in het kasteel. Hier hangen diverse geraamtes aan de muren. Ook is de heks opnieuw te zien, terwijl ze een toverdrank maakt. Vanuit het kasteel rijdt het voertuig opnieuw een bos in. Vanuit een nis verschijnt de heks in boot met in haar hand een appel. De bomen in het bos hebben allen angstaanjagende gezichten en op de achtergrond is het gelach van de heks te horen. Bezoekers passeren een woning waarin de heks zich bevindt en een appel aanbiedt. Hierna volgt de laatste scène. Hier is een rotsformatie te zien waarop de zeven dwergen staan. Verderop staat de heks en probeert ze een rotsblok naar beneden te gooien terwijl het voertuig eronderdoor rijdt. Dit mislukt en de heks valt naar achteren.  

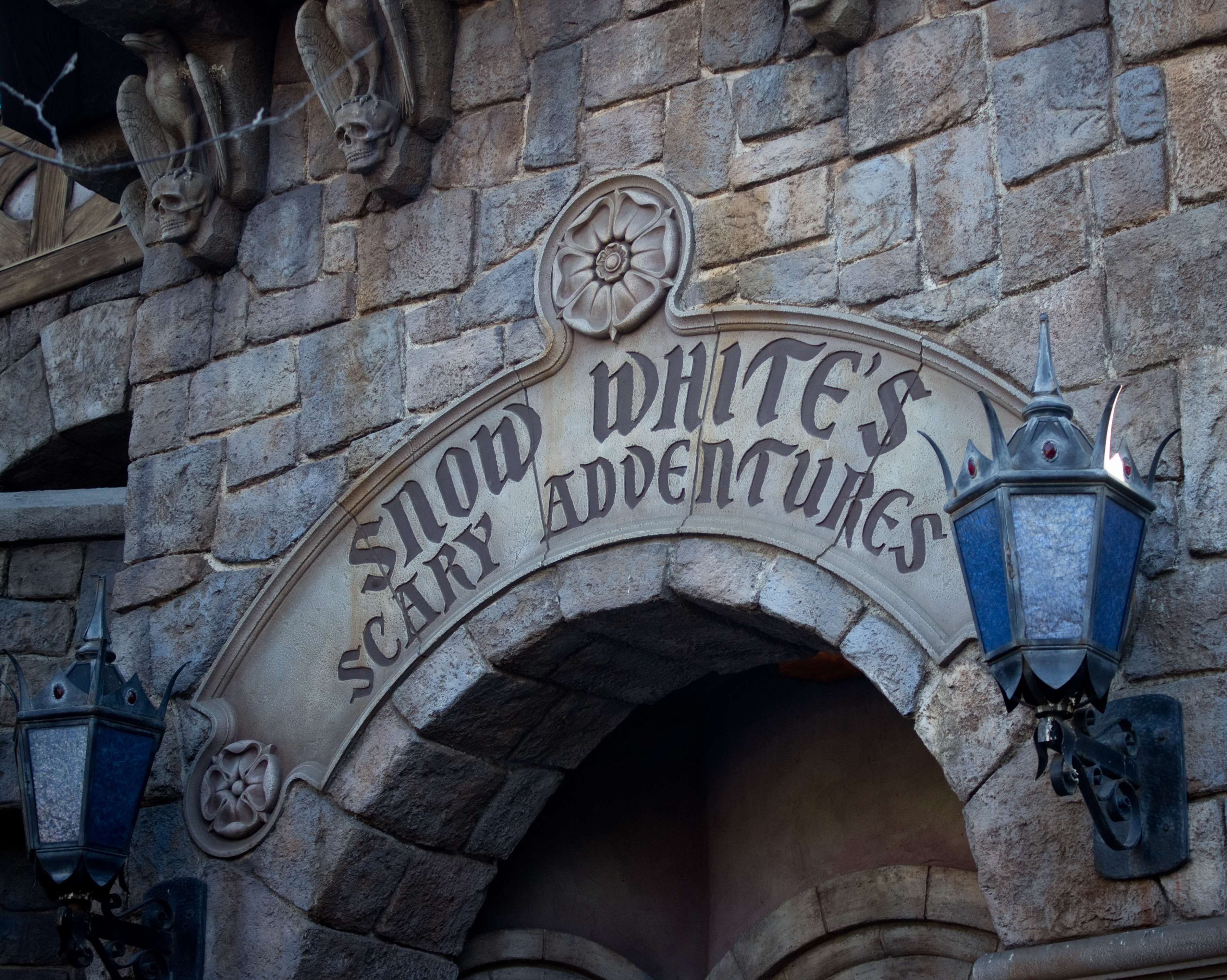
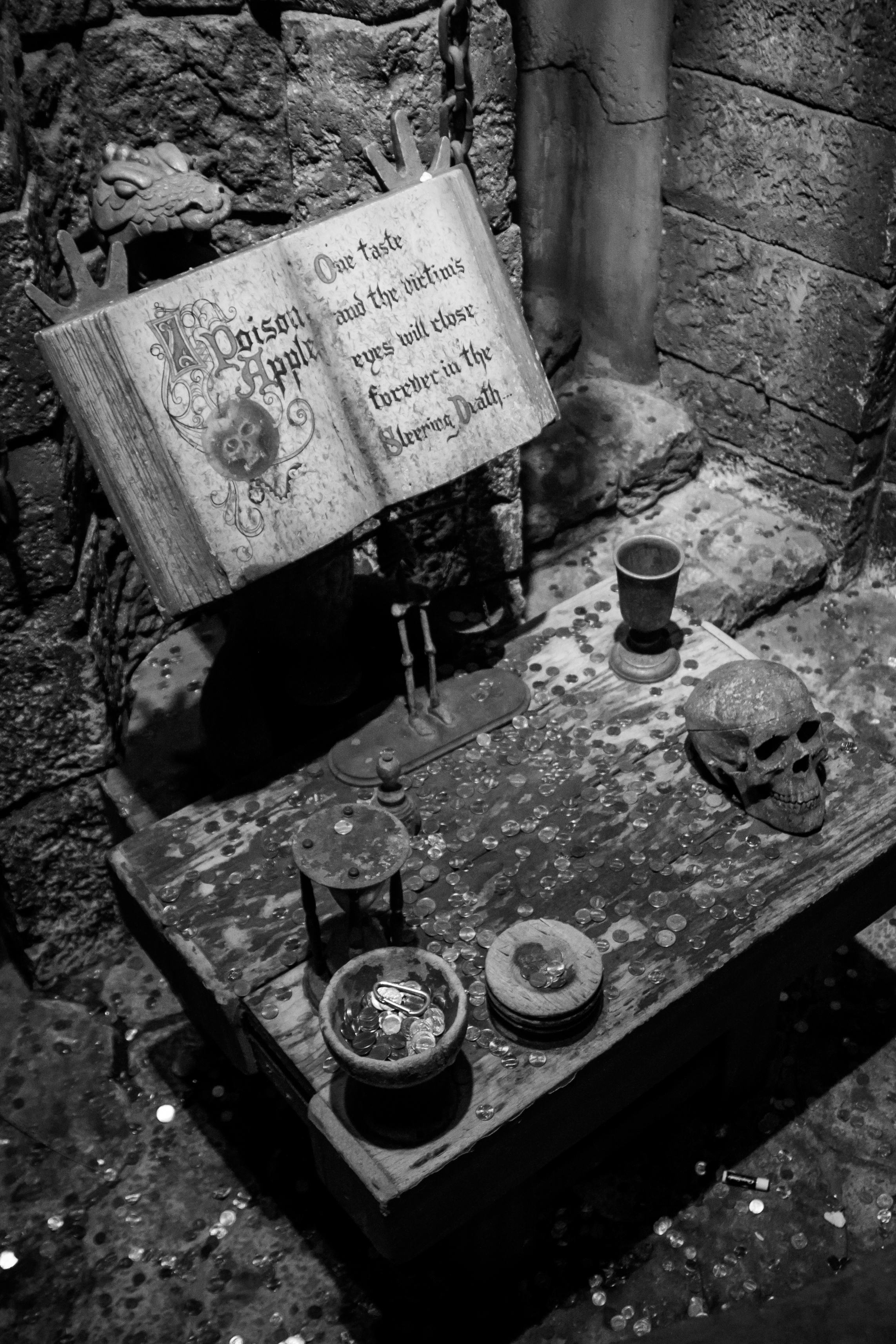
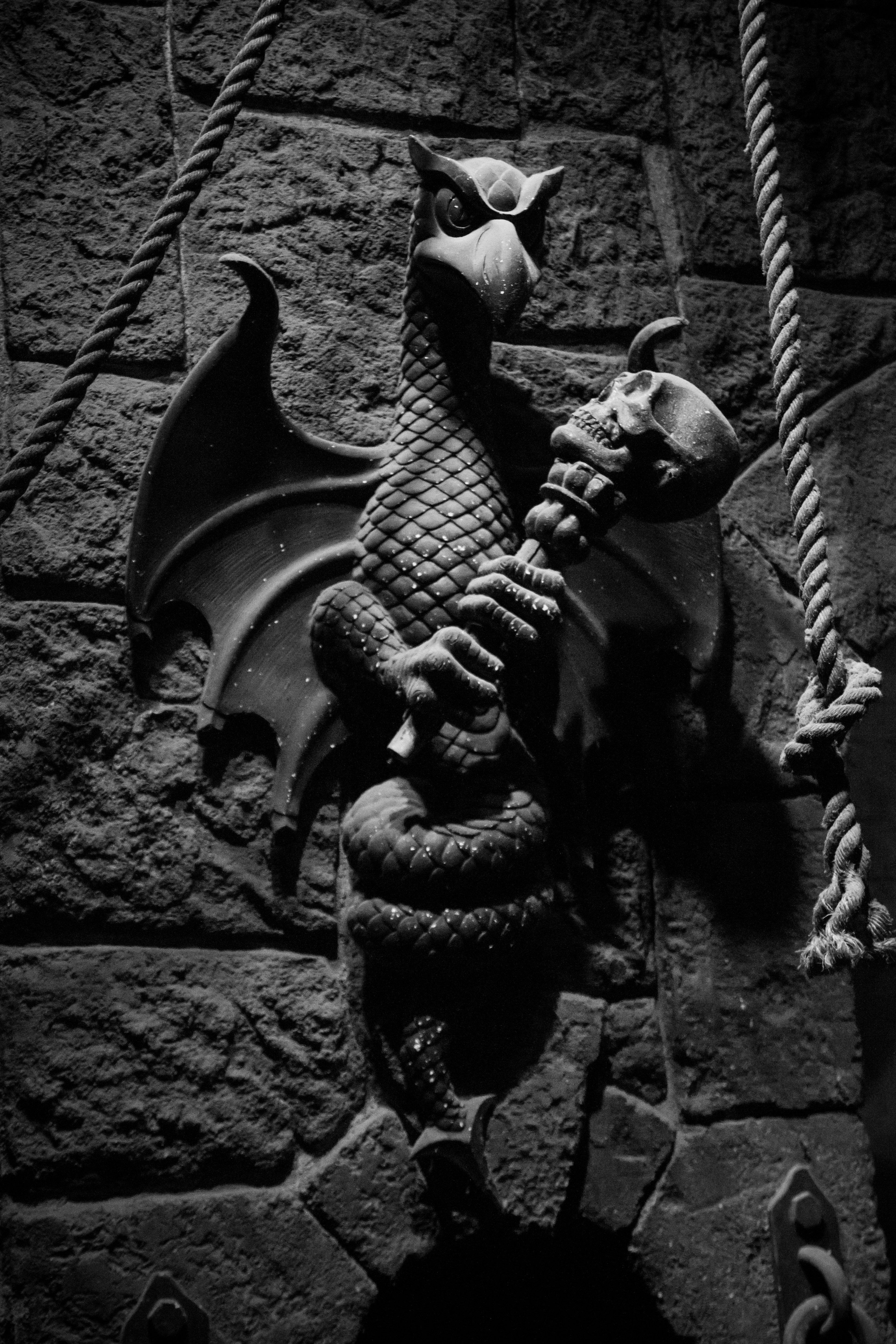
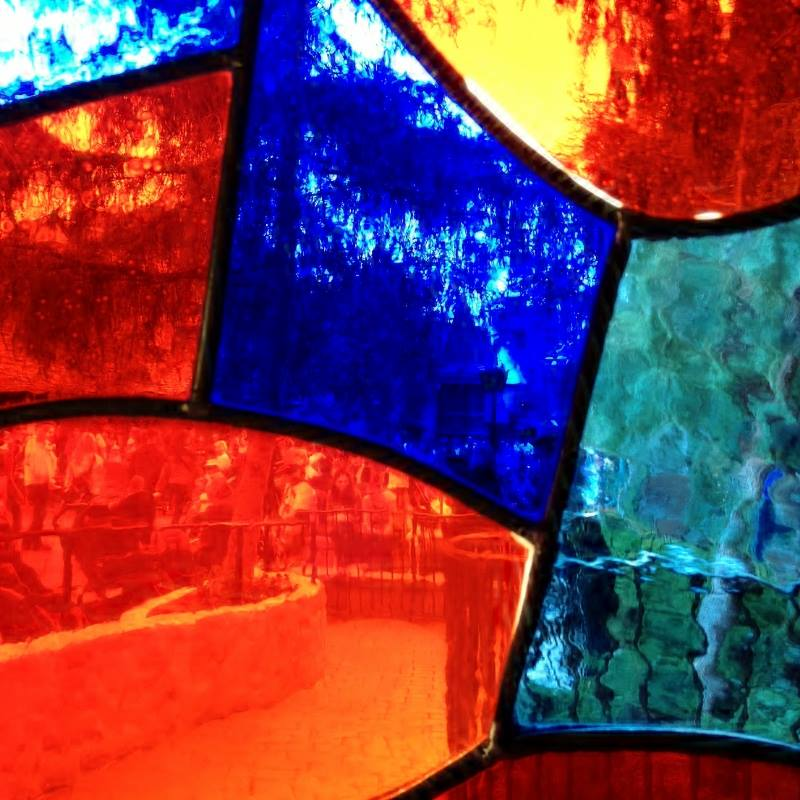

### Magic Kingdom
Deze versie werd geopend op 1 oktober 1971 tezamen met het park zelf. Net als de versie in het Disneyland Park in Anaheim was de attractie aanvankelijk anders van opzet. De attractie werd verbouwd en in december 1994 heropend. Hierbij waren diverse scènes volledig op de schop gegaan. De naam van de attractie werd gewijzigd naar Snow White's Adventures. Ook de capaciteit van de attractie werd verhoogd van vier personen per voertuig naar zes personen per voertuig. Een rit in de darkride duurde 2:50 minuten en er werd alleen in het Engels gesproken. Op 30 mei 2012 sloot de darkride voorgoed om plaats te maken voor de uitbreidingen van Fantasyland. De attractie werd vervangen door Princess Fairytale Hall.
Direct nadat het voertuig het station verlaat is een stenen trap te zien, waarop Sneeuwwitje zit omring door diverse duiven. Op de achtergrond staat een kasteeltoren. Vanuit het raam in de toren kijkt de koningin toe op Sneeuwwitje. Het voertuig rijdt het kasteel in waarna bezoekers direct tegen een spiegel aankijken. Het gezicht in de spiegel vertelt dat Sneeuwwitje de mooiste is. Vervolgens zien bezoekers de koningin. Ze staat met de rug naar de bezoeker kijkend in een spiegel. Het gezicht van de koningin is te zien in de spiegel. Als het voertuig nadert, draait de koningin zich om en is ze in een heks veranderd. Hierna is de heks te zien, terwijl ze een giftige appel maakt. Vervolgens rijdt het voertuig een bos in waar een ridder te zien is die gestuurd is door de heks. Hij vraagt Sneeuwwitje te vertrekken. Verder in het bis verschijnt vanuit een nis de heks in boot met in haar hand een appel. De bomen in het bos hebben allen angstaanjagende gezichten. Vanuit het bos betreedt men de woning van Sneeuwwitje. Hier zijn de dwergen muziek aan het maken. In een andere kamer is Sneeuwwitje te zien die van de heks een appel krijgt aangeboden. Vanuit de woning passeert men twee gieren en rijdt men door het bos. Hier zijn de dwergen en de heks te zien. Hierna is een rotsformatie te zien waarop de zeven dwergen staan. Verderop staat de heks en probeert ze een rotsblok naar beneden te gooien terwijl het voertuig eronderdoor rijdt. Dit mislukt en de heks valt naar achteren. In de slotscène is te zien dat Sneeuwwitje wakker gekust wordt door de prins, gevolgd door een muurschildering waarop de prins en Sneeuwwitje te zien zijn die te paard voor een kasteel staan.

### Tokyo Disneyland

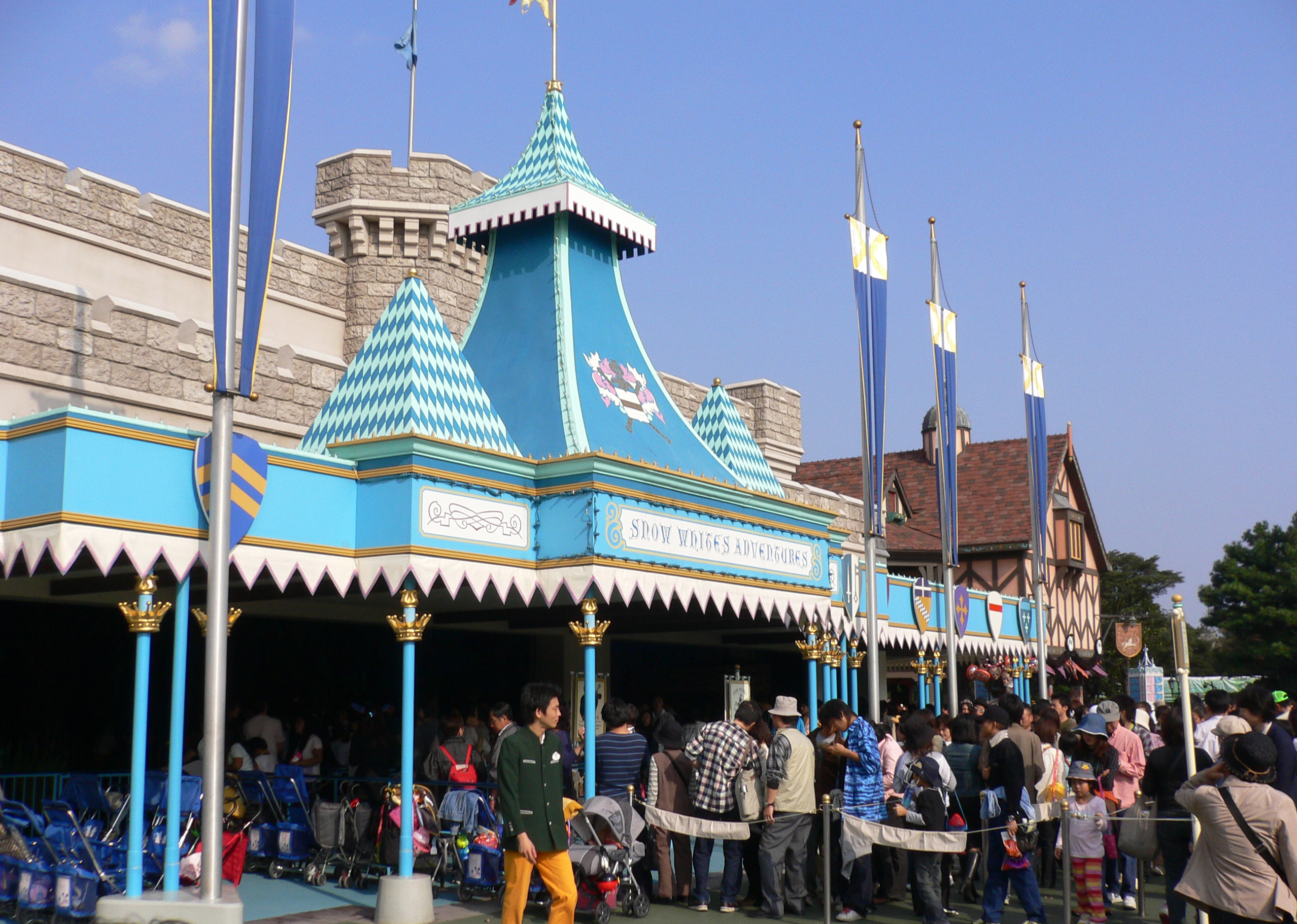
Exterieur van de darkride in Tokyo Disneyland.

Deze versie werd  geopend op 15 april 1983 tezamen met het park zelf onder de naam Snow White's Adventures. De rit duurt circa 2:30 minuten en er wordt tijdens de rit alleen Japans gesproken. Het exterieur van de attractie oogt als een kasteel met daarvoor een afkap in circusthema. De rit wijkt af van de versies in Anaheim en Parijs qua volgorde van de scènes.
De rit begint waarbij het voertuig langs muurschilderingen rijdt met daarop de woning van sneeuwwitje. Het voertuig rijdt de poort van een kasteeltoren in. Achter het raam boven de toren staat de koningin. In het kasteel terechtgekomen rijdt het voertuig door een donkere gang staat de koning met haar rug naar de bezoeker kijkend in een spiegel. Het gezicht van de koningin is te zien in de spiegel. Als het voertuig nadert, draait de koningin zich om en is ze in een heks veranderd. Vervolgens rijdt het voertuig door donkere gangen in het kasteel. Hier hangen diverse geraamtes aan de muren. Ook is de heks opnieuw te zien, terwijl ze een toverdrank maakt. Vanuit het kasteel rijdt het voertuig opnieuw een bos in. Vanuit een nis verschijnt de heks in boot met in haar hand een appel. De bomen in het bos hebben allen angstaanjagende gezichten en op de achtergrond is gehuil te horen. Ook liggen er twee krokodillen en zijn er diverse lichtgevende ogen die de bezoekers aankijken. Vanuit het bos rijdt het voertuig de woning van Sneeuwwitje in. Hier zijn verschillende dieren en bewegende objecten te zien. Evenals Sneeuwwitje en de zeven dwergen die vrolijke muziek maken. Via een deur verlaat het voertuig de woning, waarna de heks om de hoek staat om Sneeuwwitje te bespioneren. Het voertuig vervolgt de rit in een donker bos waar twee gieren te zien en een muurschildering van het kasteel van de koningin. Vanuit het bos betreden bezoekers een diamantenmijn. Vanuit de mijn is een woning te zien, de voordeur opent, en de heks biedt een appel aan. In de laatste scène is een rotsformatie te zien waarop de zeven dwergen staan. Verderop staat de heks en probeert ze een rotsblok naar beneden te gooien terwijl het voertuig eronderdoor rijdt. Dit mislukt en de heks valt naar achteren.

### Disneyland Park (Parijs)
De darkride in het Disneyland Park in Parijs is de jongste van alle Disneyparken. De darkride werd onder de naam Blanche-Neige et les Sept Nains (Nederlands: Sneeuwwitje en de zeven dwergen) geopend op 12 april 1992 tezamen met het park zelf. De opzet en verhaallijn van de darkride zijn vrijwel identiek aan die van de darkride in het Disneyland Park in Anaheim. De volgorde van de scène is exact hetzelfde. Ook bij deze attractie ervaren bezoekers de rit vanuit het perspectief van Sneeuwwitje zelf. De verschillen zitten hem in de route die soms afwijkt. Tevens komt de laatste scène van de rit in Parijse versie niet voor in de Anaheim versie. Een rit in de attractie duurt circa drie minuten, waarbij in de attractie alleen Frans gesproken wordt. Het exterieur van de attractie oogt als een middeleeuws kasteel met elementen uit de Romantiek. Boven de entree is achter het raam de stiefmoeder van Sneeuwwitje te zien.
De rit start in de woning van Sneeuwwitje. Hier zijn verschillende dieren en bewegende objecten te zien. Evenals Sneeuwwitje en de zeven dwergen die muziek maken. Op de achtergrond klinkt vrolijke muziek die ook te horen is in de originele Disney film. Via een deur verlaat het voertuig de woning en rijdt een donker bos. Naast de woning is de koningin te zien die sneeuwwitje via het raam bespioneert. Vanuit het donkere bos is in de verte het kasteel van de koningin te zien. Hierna rijdt het voertuig een diamantmijn in waar vrolijke muziek te horen is. Aan het eind van de mijn zijn twee gieren zittend op een tak te zien. Vanuit de mijn rijdt het voertuig het kasteel van de koningin in. Bezoekers kijken in een lange gang in waarin aan het eind de koningin staat. Ze staat met de rug naar de bezoeker kijkend in een spiegel. Het gezicht van de koningin is te zien in de spiegel. Als het voertuig nadert, draait de koningin zich om en is ze in een heks veranderd. Vervolgens rijdt het voertuig door donkere gangen in het kasteel. Hier hangen diverse geraamtes aan de muren. Ook is de heks opnieuw te zien, terwijl ze een toverdrank maakt. Vanuit het kasteel rijdt het voertuig opnieuw een bos in. Vanuit een nis verschijnt de heks in boot met in haar hand een appel. De bomen in het bos hebben allen angstaanjagende gezichten en op de achtergrond is het gelach van de heks te horen. Bezoekers passeren een woning waarin de heks zich bevindt en een appel aanbiedt. Hierna is een rotsformatie te zien waarop de zeven dwergen staan. Verderop staat de heks en probeert ze een rotsblok naar beneden te gooien terwijl het voertuig eronderdoor rijdt. Dit mislukt en de heks valt naar achteren. In de laatste scene voor het station rijdt het voertuig door een poort waarop de dwergen, sneeuwwitje en de prins te zien is.
Disneyland Paris · Lijst van attracties in Disneyland Park · Le Château de la Belle au Bois Dormant · afbeeldingen
Walt Disney World Resort · Cinderella Castle · Lijst van attracties in Magic Kingdom · Afbeeldingen
Tokyo Disney Resort · Lijst van attracties in Tokyo Disneyland · Cinderella Castle · afbeeldingen
Disneyland Resort · Lijst van attracties in Disneyland Park · Sleeping Beauty Castle · afbeeldingen